# Kawasakiho růže
Kawasakiho růže je český film scenáristy Petra Jarchovského a režiséra Jana Hřebejka z roku 2009. Tematizuje možnost odpuštění minulých vin. Film získal 9 nominací na Českého lva 2009, ze kterých proměnil dvě: pro Danielu Kolářovou a Ladislava Chudíka za herecké výkony ve vedlejších rolích. Film byl také českým kandidátem na Oscara v kategorii „nejlepší cizojazyčný film“, nebyl ale nominován.
Scénář Petra Jarchovského získal první cenu Sazky za nejlepší nerealizovaný scénář během vyhlašování cen Český lev 2008. Aleš Březina získal nominaci za nejlepší filmovou hudbu na Evropských filmových cenách. 
Film byl představen na Berlinale 2010 v nesoutěžní sekci Panorama a získal dvě ceny nezávislých porot. Na filmovém festivalu Finále v Plzni získal hlavní cenu, Zlatého ledňáčka, i Diváckou cenu.

## Děj
Psychiatr Pavel Josek má být oceněn cenou Paměti národa. Je natáčen dokument o jeho životě. Během natáčení se najde svazek, který na Joska vedla StB – ukáže se, že než se stal chartistou, vyzradil StB důvěrné informace, na základě kterých byl donucen emigrovat výtvarník Bořek, který v té době chodil s Joskovou budoucí manželkou. Filmaři pořizují rozhovor s Bořkem i s tehdejším vyšetřovatelem bezpečnosti Kafkou. Postupně vyplývá na povrch celá pravda a některé věci jsou zcela jinak, než se původně zdálo...

## Název
Film je nazván podle jedné z nejtěžších a nejznámějších autorských origami (papírových skládaček) Tošikazu Kawasakiho. Název je metaforou, kterou chtěli autoři podtrhnout složité skládání příběhu. Stejně jako Kawasakiho růže má i život spoustu plošek a ploch, na které lze nahlížet z různých úhlů pohledu.

## Obsazení
| Lenka Vlasáková    | Lucie  |
| Milan Mikulčík     | Luděk  |
| Martin Huba        | Pavel  |
| Daniela Kolářová   | Jana   |
| Antonín Kratochvíl | Bořek  |
| Anna Šimonová      | Bára   |
| Petra Hřebíčková   | Radka  |
| Martin Schulz      | Martin |
| Ladislav Chudík    | Kafka  |

## Recenze
Kawasakiho růže byla nejen na domácí půdě (viz recenze níže), ale i mezinárodně vesměs přijata pozitivně. Derek Elley ve Variety film charakterizuje jako „emocionálně výživné rodinné drama – potřísněné ironickými momenty –, které na lidské rovině může snadno zaujmout mezinárodní publikum.“
- Jaroslav Sedláček, Kinobox.cz   Archivováno 24. 2. 2010 na Wayback Machine.
- Kamil Fila, Aktuálně.cz
- Ondřej Vosmík, Moviezone.cz
- František Fuka, FFFilm